# Estońska Formuła 3 Sezon 1976
1976 – dziewiąty sezon Estońskiej Formuły 3. Składał się z dwóch eliminacji na torach Vana-Võidu i Pirita-Kose-Kloostrimetsa. Mistrzem został Rein Miller (Estonia 18M).

## Kalendarz wyścigów
| Runda | Data       | Tor        | Pole position | Najszybsze okrążenie | Zwycięzca (kierowcy) | Zwycięzca (zespoły) |
| ----- | ---------- | ---------- | ------------- | -------------------- | -------------------- | ------------------- |
| 1     | 18 maja    | Vana-Võidu | ?             | ?                    | Enn Griffel          | Kalev Tallinn       |
| 2     | 22 czerwca | Tallinn    | ?             | Rein Miller          | Rein Miller          | DOSAAF Tallinn      |

## Klasyfikacja kierowców
| Legenda oznaczeń w tabelach wyników Wyświetl szablon na nowej stronie | Legenda oznaczeń w tabelach wyników Wyświetl szablon na nowej stronie                                                                     |
| Oznaczenie                                                            | Wyjaśnienie |
| --------------------------------------------------------------------- | --- |
| Złoty                                                                 | Zwycięzca lub mistrzostwo |
| Srebrny                                                               | 2. miejsce lub wicemistrzostwo |
| Brązowy                                                               | 3. miejsce lub II wicemistrzostwo |
| Zielony                                                               | Ukończył, punktował (w klasyfikacji generalnej, gdy zdobył co najmniej jeden punkt na przestrzeni sezonu, poza trzema powyższymi opcjami) |
| Niebieski                                                             | Ukończył, nie punktował (w klasyfikacji generalnej, gdy nie zdobył co najmniej jednego punktu na przestrzeni sezonu)                      |
| Czerwony                                                              | Nie zakwalifikował się (NZ) |
| Czerwony                                                              | Nie prekwalifikował się (NPK) |
| Różowy                                                                | Nie ukończył (NU) |
| Różowy                                                                | Niesklasyfikowany (NS) (w klasyfikacji generalnej, gdy nie został sklasyfikowany w żadnym wyścigu sezonu)                                 |
| Czarny                                                                | Zdyskwalifikowany (DK) |
| Czarny                                                                | Wykluczony (WYK/EX) |
| Biały                                                                 | Nie wystartował (NW) |
| Biały                                                                 | Kontuzjowany (K/INJ) |
| Biały                                                                 | Wyścig odwołany (OD/C) |
| Bez koloru                                                            | Został wycofany (WYC/WD) |
| Bez koloru                                                            | Nie przybył (NP/DNA) |
| Bez koloru                                                            | Nie brał udziału w treningach (NT/DNP) |
| Bez koloru                                                            | Nie został zgłoszony (–) |
| Pogrubienie                                                           | Start z pole position |
| Kursywa                                                               | Najszybsze okrążenie wyścigu |
| †                                                                     | Nie ukończył, ale jego rezultat został zaliczony ze względu na przejechanie więcej niż 90% dystansu wyścigu.                              |
| *                                                                     | Sezon w trakcie |
| 1/2/3                                                                 | Punktowana pozycja w sprincie kwalifikacyjnym                                                                                             |
| Lista systemów punktacji Formuły 1                                    | |

| Poz.                                          | Kierowca            | Zespół             | VAN | TAL |
| --------------------------------------------- | ------------------- | ------------------ | --- | --- |
| 1                                             | Rein Miller         | DOSAAF Tallinn     | -   | 1   |
| 2                                             | Madis Laiv          | Kalev Tallinn      | -   | 2   |
| 3                                             | Mait Luha           | Jõud Tallinn       | 3   | 4   |
|                                               | Enn Griffel         | Kalev Tallinn      | 1   | NU  |
|                                               | Toomas Napa         | Kalev Tallinn      | 2   | NU  |
|                                               | Kalju Vaard         | DOSAAF Tallinn     | -   | 8   |
|                                               | Arvi Allvee         | Kalev Kohtla-Järve | -   | 10  |
|                                               | Jüri Iva            | Jõud Harju         | -   | 11  |
| NS                                            | Raido Rüütel        | Kalev Tallinn      | NU  | NU  |
| NS                                            | Raul Sarap          | Kalev Tallinn      | -   | NU  |
| NS                                            | Arne Kell           | Kalev Tallinn      | -   | NU  |
| NS                                            | Heido Karu          | Kalev Tallinn      | -   | NU  |
| NS                                            | Boris Eylandt       | DOSAAF Tallinn     | -   | NU  |
| NS                                            | Raivo Osanik        | DOSAAF Tallinn     | -   | NS  |
| Kierowcy niedopuszczeni do zdobywania punktów |                     |                    |     |     |
| NS                                            | Elmo Salm           | DOSAAF Ryga        | -   | 2   |
| NS                                            | Algimantas Visockas | DOSAAF Wilno       | -   | 5   |
| NS                                            | Indulis Rukuts      | Daugava Ryga       | -   | 6   |
| NS                                            | Imant Barda         | Daugava Kandava    | -   | 7   |
| NS                                            | Pēteris Mežaks      | Daugava Ryga       | -   | 9   |
| NS                                            | Jurij Sobol         | Spartak Leningrad  | -   | NU  |
| NS                                            | Nikołaj Sosnin      | Spartak Leningrad  | -   | NU  |
| NS                                            | Rimantas Paragis    | DOSAAF Wilno       | -   | NU  |
| NS                                            | Walentin Sannikow   | DOSAAF Janów       | -   | NU  |
| NS                                            | Jurij Szibajew      | Spartak Leningrad  | -   | NU  |
| NS                                            | Elmars Levits       | Daugava Ryga       | -   | NU  |